# 背叛师门
《背叛师门》（英語：The Master）是1980年上映的一部喜剧向的香港电影，由鲁俊谷执导，元德等人出演，该作主要讲述的是武术家高坚与同师门所发生的故事。

## 劇情簡介
有一个武术家在救了一个人，并且这个人会功夫，由于这个人身受重伤时日无多，于是便把自己所会的功夫教给了这个武术家，但是武术家没想到的是，这个自己被救的人居然和自己的师父有仇，所以这件事情被老师知道后，自然是判以“背叛师门”之罪，不过最后，是这个武术家帮助自己的师父出头。

## 演员
- 元德
- 文雪兒
- 陳觀泰
- 陈楼
- 王龙威
- 羅威
- 李允武
- 张石庵
- 徐松鶴
- 錢似鶯
- 高雄
- 馮敬文
- 井淼
- 金天柱
- 王清河

## 相關連結
- 互联网电影数据库（IMDb）上《背叛师门》的资料（英文）
- 豆瓣电影上《背叛师门》的資料 （简体中文）
- 香港影庫上《背叛师门》的資料（繁體中文）